# Vito Taccone
Vito Taccone, nacido el 6 de mayo de 1940 en Avezzano y fallecido en la misma ciudad el 15 de octubre de 2007, fue un ciclista italiano.

## Biografía
Fue profesional de 1961 a 1970 destacando como un gran escalador. Fue vencedor en dos ocasiones de la clasificación de la montaña del Giro de Italia. Además en su primer año como profesional consiguió la victoria en el Giro de Lombardía.
Falleció debido a un ataque cardíaco el 15 de octubre de 2007.

## Palmarés
| 1961 - Clasificación de la montaña del Giro de Italia , más 1 etapa - Giro de Lombardía 1962 - Giro del Piemonte 1963 - Giro de Toscana - 2 etapas del Giro de Cerdeña - Clasificación de la montaña del Giro de Italia , más 5 etapas 1964 - 1 etapa del Tour de Romandía - 1 etapa del Giro de Italia - Giro di Campania | 1965 - Milán-Turín 1966 - 1 etapa del Giro de Italia - 1 etapa de la Vuelta a Suiza - 3.º en el Campeonato de Italia en Ruta 1968 - 2.º en el Campeonato de Italia en Ruta 1969 - 2.º en el Campeonato de Italia en Ruta |

## Resultados en las grandes vueltas
| Carrera         | 1961 | 1962 | 1963 | 1964 | 1965 | 1966 | 1967 | 1968 | 1969 | 1970 |
| --------------- | ---- | ---- | ---- | ---- | ---- | ---- | ---- | ---- | ---- | ---- |
| Giro de Italia  | 15.º | 4.º  | 6.º  | Ab.  | 6.º  | 9.º  | Ab.  | 15.º | 13.º | 15.º |
| Tour de Francia | -    | -    | -    | Ab.  | -    | -    | -    | -    | -    | -    |
| Vuelta a España | -    | -    | -    | -    | -    | -    | -    | -    | -    | -    |
| Mundial en Ruta | -    | -    | 33.º | -    | -    | -    | -    | 5.º  | 37.º | -    |

-: no participa

Ab.: abandono